# Stonka kukurydziana
Stonka kukurydziana (Diabrotica virgifera) – gatunek inwazyjnego chrząszcza z rodziny stonkowatych (Chrysomelidae). 
Postać dorosła o długości 4,2–6,8 mm. Pokrywy skrzydeł o barwie żółtej przez pomarańczową, aż do całkowicie czarnej, często plamiste. Samce zazwyczaj ciemniejsze. Larwy 4–10 mm o barwie jasnokremowej. Groźny, kwarantannowy szkodnik kukurydzy. Larwy bytujące w glebie wgryzają się w korzenie, penetrują je aż do nasady skutkiem czego jest wnikanie patogenów, a czasem wyleganie całych roślin. Dorosłe owady preferują pyłek kwiatowy, znamiona kwiatów, rzadziej liście i odsłonięte ziarna.
Pierwsze wystąpienie tego gatunku w Polsce stwierdzono w 2005 roku na terenie gminy Trzebownisko.
W populacjach podgatunku Diabrotica virgifera virgifera występujących na obszarach Stanów Zjednoczonych wykryto wykształcenie odporności na toksynę Bt roślin GMO.